# 129th Rescue Wing

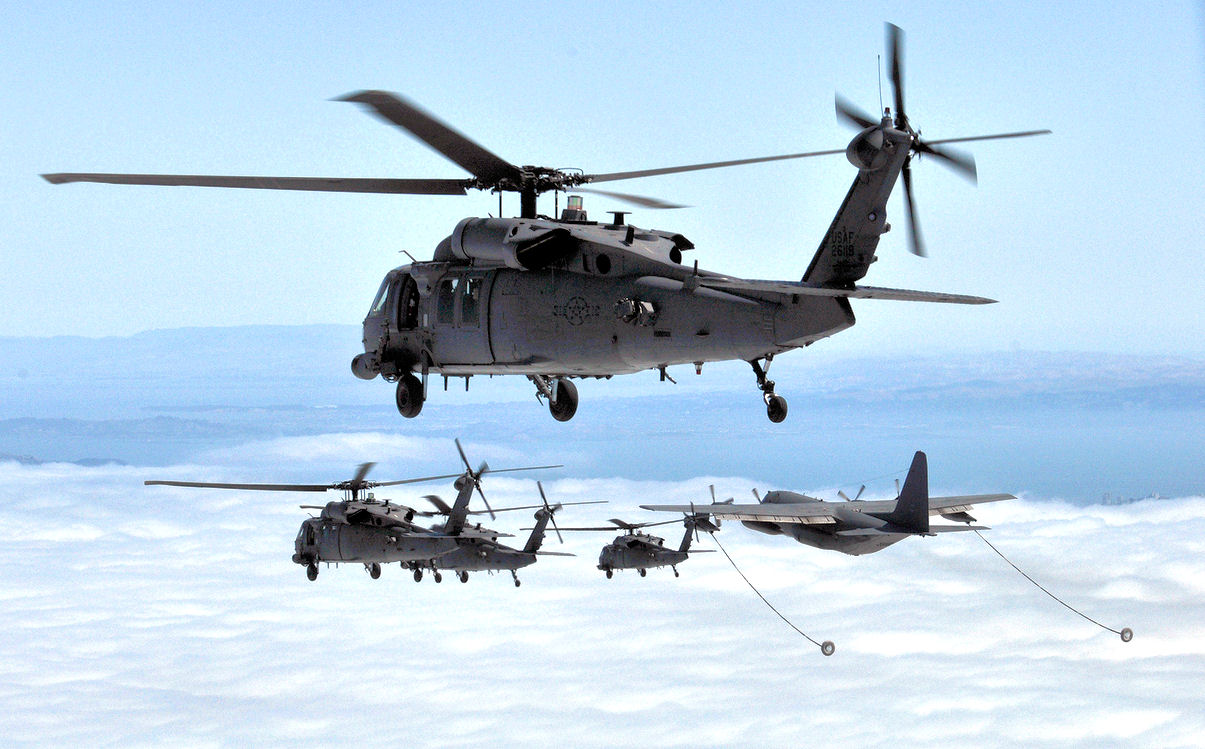
HH-60G e HC-130P dello stormo

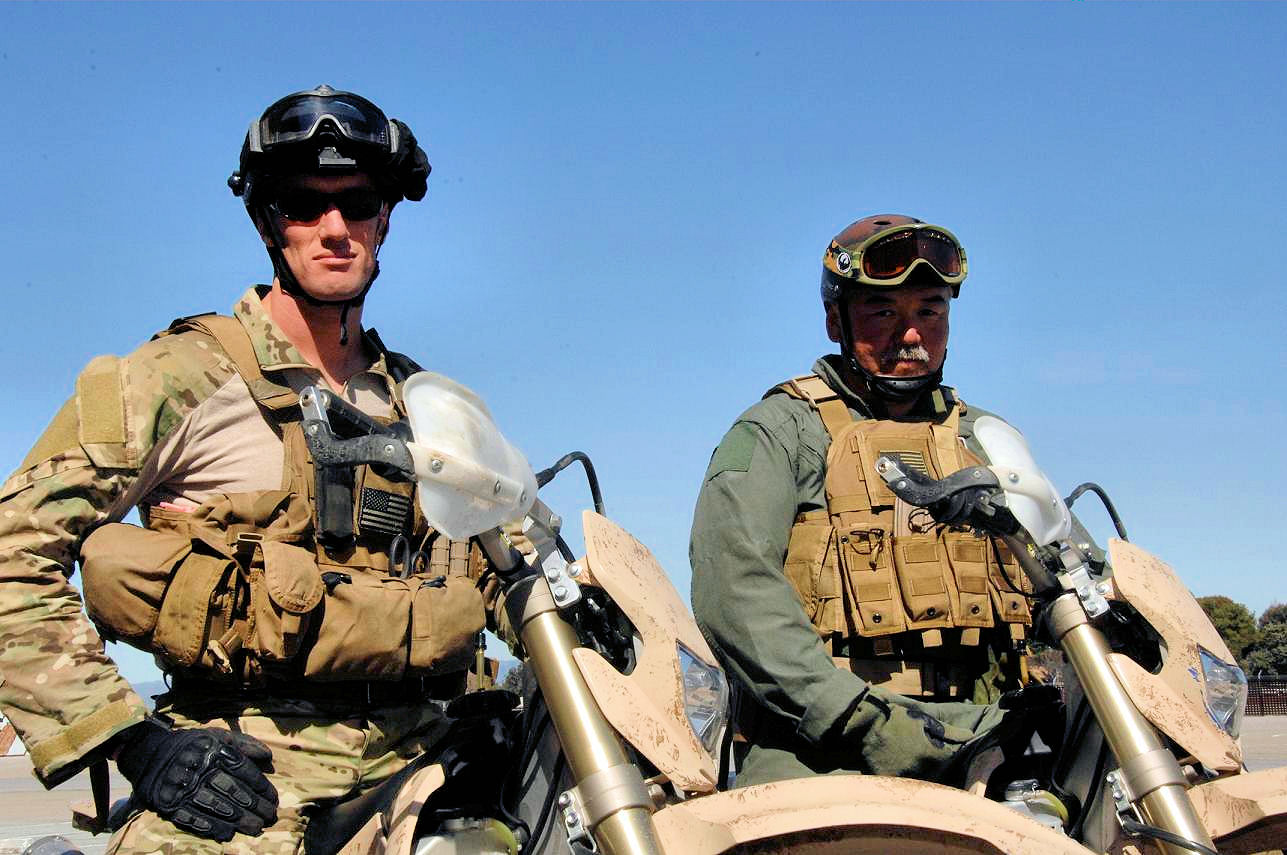
Guardian Angels del 131st RQS

Il 129th Rescue Wing è uno stormo da ricerca e soccorso della California Air National Guard. Riporta direttamente all'Air Combat Command quando attivato per il servizio federale. Il suo quartier generale è situato presso la Moffett Field Air National Guard Base, in California.

## Organizzazione
Attualmente, al maggio 2017, esso controlla:
- 129th Operations Group, codice visivo di coda CA
  - 129th Operations Support Squadron
  -  129th Rescue Squadron - Equipaggiato con HH-60G
  -  130th Rescue Squadron - Equipaggiato con 4 MC-130P
  -  131st Rescue Squadron, Aerosoccorritori Guardian Angels
- 129th Maintenance Group
  - 129th Aircraft Maintenance Squadron
  - 129th Maintenance Operations Flight
  - 129th Maintenance Squadron
- 129th Medical Group
- 129th Mission Support Group
  - 129tht Civil Engineer Flight
  - 129th Communications Flight
  - 129th Force Support Flight
  - 129th Logistics Readiness Squadron
  - 129th Security Forces Squadron